# Джеральдін Брукс
Джеральдін Брукс (англ. Geraldine Brooks ім'я при народженні Джеральдін Строк (англ. Geraldine Stroock (29 жовтня 1925 року — 19 червня 1977 року) — американська актриса театру, кіно і телебачення, кар'єра якої охопила 1940–70-ті роки.
Рішуча, блакитноока брюнетка з привабливими, злегка загостреними рисами обличчя.
Брукс вперше вийшла на сцену в мюзиклі у 17-річному віці, після чого працювала в літній антрепризі, а в 1944 році почала грати на Бродвеї.
У 1947 році вона відправилася в Голлівуд, де стала контрактною актрисою студії Warner Bros.
Найкращими картинами за участю Брукс були фільми нуар, "Хибна тривога" (1947), "Одержима" (1947), "Акт вбивства" (1948), "Момент нерозсудливості" (1949) і "Зелена рукавичка" (1952), кримінальна мелодрама "Спокуслива ти" (1947) і італійська соціальна драма "Вулькано" (1950).
Брукс було номіновано на премію "Тоні" як найкращу театральну актрису за гру в бродвейській виставі "Брайтауер" (1970) і номінована на "Еммі" за роль в епізоді телесеріалу "Автобусна зупинка" (1961).

## Ранні роки
Джеральдін Брукс (при народженні — Строк) народилася 29 жовтня 1925 року в Нью-Йорку в родині з голландськими батьками. Її сім'я була тісно пов'язана з театром: батько володів провідною компанією з пошиття театральних костюмів, а мати була стилістом і дизайнером одягу.
Одна її тітка була танцівницею у варʼєте Шаленості Зігфелда, а інша — контральто в Метрополітен-опера.
Її старша сестра Глорія Строк також стала актрисою, граючи переважно невеликі ролі в кіно і на телебаченні.
З двох років Джеральдін займалася танцями, в підлітковому віці навчалася в Школі моделей Хантера, а в 1942 році закінчила Школу Джулії Річман в Мангеттені, де була президенткою драмгуртка.
У 1942–45 роках Джеральдін вчилася в Американській академії драматичного мистецтва і в школі театру Нейборхуд в Нью-Йорку, а влітку грала у літніх антрепризах.
У 1944 році Джеральдін стала грати в мюзиклі "Йди за дівчатами", який мав великий успіх на Бродвеї (налічує 888 показів за два роки).
В січні 1946 року Джеральдін отримала роль в бродвейській постановці шекспірівської п'єси "Зимова казка", яка була показана 39 разів.
У цей момент на Джеральдін звернув увагу представник кіностудії Warner Bros., який уклав з нею контракт.

## Робота наWarner Bros. (1947–1949)
Енергійна, красива, маленька брюнетка, в 1947 році вона перебралася до Голлівуду, де змінила ім'я на Джеральдін Брукс. За запальну гру в Голлівуді журналісти назвали новою Кетрін Гепберн.
Брукс перспективно дебютувала  в готичному трилері Пітера Годфрі "Хибна тривога"(1947), зігравши другу за значущістю жіночу роль впертої сестри чоловіка головної героїні Барбара Стенвік, яка фактично силою утримується в будинку своїм дядьком Еррол Флінн, додавши фільму напруженості.
Фільм був закінчений в серпні 1946 року, проте вийшов на екрани тільки в липні 1947 року. Критика в цілому дала грі Брукс позитивні відгуки, а сам фільм отримав суперечливі оцінки.
Зокрема, Волл стріт джорнел назвав його настільки ж нудним, наскільки й страшним, а його історію — повної мелодраматичних кліше.
Друга робота Брукс на студії Уорнер бразерс, фільм нуар Кертіса Бернхардта "Одержима"(1947).
Джоан Кроуфорд зіграла в картині головну роль психічно нездоровою жінки, яка виходить заміж за багатого бізнесмена (Реймонд Мессі). Брукс виконує другу за важливістю жіночу роль дочки бізнесмена, яка  проходить через ряд драматичних зіткнень з персонажем Кроуфорд  на ґрунті любові, ревнощів і ненависті, проте її героїня  значно більш врівноважена й людяна, ніж  маніакальний персонаж Кроуфорд.
Кінокритик Босли Кроутер в своїй рецензії у Нью-Йорк таймс написав про Брукс як про новачка, яка сяє яскраво в ролі чуттєвої падчерки міс Кроуфорд.
З кримінальної мелодрами "Спокуслива ти" (1948) Брукс перейшла в статус провідної драматичної актриси. Вона зіграла нещасну дівчину, яку під час поліцейської погоні збиває машина з двома злочинцями. Дейн Кларк в ролі зв'язався з криміналом доброго хлопця, водія збила її машини, відвідує її в лікарні, потім закохується в неї, дістає гроші на її лікування, допомагає поліції затримати вбивцю і в фіналі картини одружується з героїнею Брукс, що присмерті.
За словами критика Джея Кара, Брукс грає  в манері найкращих героїнь, світиться красуня-брюнетка з блискучими очима і сліпучою посмішкою, та багато в чому завдяки їй фільм має чудовий вигляд.
Фільм, однак, не отримав широкого прокату, можливо, через свого сумного фіналу.
У 1948 році Брукс зіграла на студії Юніверсал Пікчерз у фільмі Майкла Гордона "Акт вбивства"(1948) з Фредеріком Марч, Едмонд О'Брайеном і Флоренс Елдрідж. У цій кримінальній драмі на тему евтаназії вона виконала роль дочки Марча й Елдрідж, які були подружньою парою як у фільмі, так і в реальному житті.
За сюжетом фільму персонаж Марча, суддя, вирішує припинити тортури своєї смертельно хворої дружини, убивши її й себе в автокатастрофі. Брукс в цій картині, за словами Кроутера,  виглядає приємно в ролі дочки судді з живим і легким характером. Хоча цей похмурий фільм отримав позитивні відгуки критики, він проте не мав комерційного успіху.
Менш разюче був виконаний в кольорі стандартний вестерн Ворнер Бразерс "Брати Янгер" (1949), де Брукс стояла в титрах на четвертому місці слідом за Уейном Морісом, Дженіс Пейдж і Брюсом Беннет.
Чи не задоволена якістю своїх ролей, після завершення знімання фільму  "Брати Янгер" (1949) у липні 1948 року Брукс попросила  Уорнер  розірвати з нею контракт, і вирішила працювати самостійно.
У 1949 році на студії Коламбіа вийшов фільм нуар Макса Офюльса "Момент нерозсудливості" (1949), в якому 24-річна Брукс зіграла третю за значущістю роль 17-річної художниці, яка закохується в немолодого напівкримінального псевдодилера, якого незабаром знаходять убитим. Її мати (Джоан Беннетт) намагається приховати вбивство, вважаючи, що його скоїла донька, однак стає предметом шантажу з боку гангстера (Джеймс Мейсон), який в свою чергу в неї закохується з трагічними наслідками для себе. Фільм отримав позитивні відгуки, включаючи гру акторів.
Так, Денніс Шварц схарактеризував фільм як насичений й дуже захопливий трилер.
Її останній американський фільм 1940-х років (він вийшов в широкий прокат тільки в 1950 році), сімейна мелодрама  Виклик Лессі (1949) був зроблений в Текніколоре на студії  Метро-Голдвін-Маєр.
У титрах Брукс була вказана третьою після Едмунд Гвен і Дональда Криспа, які, в цій версії на тему класичної історії про собаку Грейфрайерс Боббі, зіграли ролі літніх шотландців.
Як зазначив Кроутер, граючи роль дочки цвинтарного сторожа, вона виконала єдину значущу жіночу роль, але головна увага, звичайно ж, була зосереджено на собаці.
Кар'єра Брукс, проте, так і не піднялася до очікуваного рівня, її не задовольняло якість ролей й вона вирішила різко змінити хід своєї кар'єри.

## Робота в Італії (1949)
Так і не домігшись зоряного статусу, Брукс вирішила випробувати щастя в декількох європейських фільмах, і в середині 1949 прийняла запрошення режисера Вільяма Дітерле знятися в італійському фільмі "Вулькано (1950").
Зйомка фільму велася головним чином на вулканічних островах Вулькано і Ліпарі, а також на море недалеко від Сицилії.
Фільм повертає Брукс до знайомої їй ролі невинної інженю, яку використовує в своїх інтересах безпринципний експлуататор жінок (Россано Брацці), в той час, як її старша сестра (Анна Маньяні), повертається на свій рідний острів після 18 років роботи повією в Неаполі.
Фільм був підданий цензурі і вийшов в Америці лише через три роки після його італійської прем'єри.
У рецензії журналу Тайм в червні 1953 року було відзначено, що хоча його  історія і сюжет нагадують фільм Стромболі, фільм Вулькано є значно кращим .
У фільмі "Мені наснилося, що я в раю" (1950) Брукс єдиний раз у своїй кінокар'єрі була поставлена на чолі списку акторів. Вона зіграла головну роль вуличної повії, яка відчайдушно і з трагічними наслідками намагається не допустити, щоб суддя (Вітторіо Гассман), який в неї закохується, дізнався про рід її занять. Лише три роки по тому фільм вийшов в американський прокат під назвою "Вулиця печалі" (1950) в сильно відредагованому і урізаному вигляді.
У листопаді 1952 року критик Уейлер в рецензії в Нью-Йорк таймс зазначив, що  Джеральдін Брукс, американка, яка зіграла більш ніж в одному італійському фільмі, елегантно і переконливо намагається створити образ повії, яка відчайдушно хапається за можливість жити гідним життям. Однак сам фільм він назвав сумною і млявою мелодрамою, банальної, слізливою і багато в чому відразливою.
Італійські фільми Брукс не мали комерційного успіху, і швидко розчарувавшись, вона повернулася в США.

## Робота в 1952-70-і роки

### Робота в театрі (1952-1970)
Повернувшись в Америку, Брукс звернула свою увагу на театр. У 1952 році вона стала грати одну з головних ролей в бродвейській комедії  Час зозулі (1952). Її партнеркою була Ширлі Бут, нагороджена за свою роботу Тоні. Спектакль йшов весь сезон 1952-1953 років і витримав 263 сцени.
У 1956 році Брукс надійшла в Акторську студію в Нью-Йорку, що готувала акторів за власною методикою, заснованою на системі Станіславського. Однак незважаючи на поліпшення акторської техніки, кар'єра Брукс, знову, не пішла в гору, і вона переорієнтувалася, перш за все, на телебачення.
Свою останню роль на Бродвеї Брукс зіграла після тривалої перерви в спектаклі "Брайтауер" (1970), за гру в якому актриса була номінована на премію "Тоні".

### Робота в кіно (1952–1975)
Після повернення з Італії Брукс зіграла всього в чотирьох фільмах. У 1952 році вийшов нуаровий трилер Рудольфа Маті Зелена рукавичка (1952), в якому колишній американський десантник (Гленн Форд) веде в післявоєнній Франції розшук цінної реліквії, в чому йому допомагає привабливий американський гід, роль якої зіграла Брукс. Незважаючи на добротну акторську гру, фільм не мав особливого успіху у критики. Так, Босли Кроутер в Нью-Йорк таймс назвав його  всього лише стандартною гонкою за середньовічної, прикрашеної коштовностями рукавичкою, вкраденої з сільської французької церкви, а  масштаб історії тягне на мелодраму нижчої ліги.
Ще менш вдалою була кримінальна екшн-драма "Вулиця грішників" (1957), яка розповідала про перший рік роботи Нью-Йоркського поліцейського Джона Діна (Джордж Монтгомері), де Брукс грає привабливу даму, яка після розлучення втрачає інтерес до життя і починає сильно пити.
Коли Дін затримує її за пияцтво в громадському місці, вона в нього закохується, а через якийсь час рятує під час бандитського нападу. Надалі, розуміючи, що не в силах зупинити своє подальше падіння, вона викидається з вікна. Майже десять років по тому в драмі "Джонні Тайгер" (1966), дія якої відбувається в резервації індіанського племені семинолов у Флориді, Брукс зіграла роль лікаря, в яку закохується новоприбулий учитель (Роберт Тейлор), повний планів налагодити навчання індіанців в місцевій школі. Свою останню роль в кіно Брукс зіграла ще майже десять років по тому в  досить нудному кримінальному фільмі Пола Богарта  "Містер Рікко" (1975). Головну роль адвоката зіграв Дін Мартін у своїй останній головній ролі, а Брукс постала в образі жінки, з якою у героя починається роман.

### Робота на телебаченні (1949–1976)
Після повернення в США, Брукс практично повністю пішла на телебачення, де зробила вельми успішну кар'єру в якості гостьової зірки популярних телесеріалів. Всього в період 1949-1976 років вона зіграла в 109 різних серіалах.
Особливо запам'яталися її ролі в епізодах серіалів "Пригоди в раю" (1961), "Автобусна зупинка" (1961) (за яку вона була номінована на Еммі), Бонанза (1961), Перрі Мейсон (в 1962 році), Ларамі (1963), Захисники (1963), За межею можливого (1963–1964), в трьох епізодах телесеріалу  Втікач (1963-1967), включаючи останній вирішальний епізод цієї багаторічної серіалу, Димок із стовбура (1966) і Меннікс (1968), а також в пілотному телефільмі Айронсайд (1967). Вона також грала постійну роль подруги приватного детектива (Ден Дейлі) в телесеріалі Фарадей і компанія (1973–1974, 4 епізоди), в епізодах серіалів  "Кунг-фу" (1972), Вулиці Сан-Франциско (1972), Кеннон (1973) і Макміллан і дружина (1975), в цьому серіалі постійну роль грала її сестра Глорія Строк.
Свою останню роль голови сімейства Брукс зіграла в серіалі Дамплінг (1976, 10 епізодів), який був рідкісною для неї комедійної роботою.

## Особисте життя і смерть
У 1958-1961 роках Брукс була одружена з телесценаристом Хербертом Сарждентом.
Після розлучення в 1964 році вийшла заміж за письменника Бадда Шульберга, найбільше відомого як сценариста драми В порту (1954), який приніс йому Оскар.
Сім'ї її сестри і чоловіків також мали відношення до кіно. Сценарист Леонард Стерн був чоловіком її сестри Глорії Строк.
Сценарист Алвін Сарджент був братом її першого чоловіка. Відомий продюсер компаній Парамаунт і Коламбіа Б. П. Шульберг був батьком її другого чоловіка, а продюсер Стюарт Шульберг — його братом.
У 1964 році після одруження Брукс з Шульбергом оселилися в Лос-Анджелесі, де відкрили письменницьку школу для малозабезпечених. Крім того, вона писала дитячі вірші, хоча своїх дітей у неї не було.
Вона стала майстерним фотографом природи. У 1975 році була опублікована книга Спостереження за лебедями з її фотографіями птахів, текст для якої написав Шульберг.
У травні 1977 року Брукс виступала з надгробним словом на похороні Джоан Кроуфорд в Нью-Йорку, це було менш ніж за місяць до її власної смерті .
Джеральдін Брукс померла 19 червня 1977 року в лікарні Ріверхеда, штат Нью-Йорк, від інфаркту, вона була серйозно хвора на рак. Їй був 51 рік.

## Фільмографія
- 1947 — Хибна тривога /  Cry Wolf — Жюлі Демаре
- 1947 — Одержима /  Possessed — Керол Грем
- 1949 — Година театру «Форд» /  The Ford Theatre Hour  (телесеріал, 1 епізод)
- 1948 — Акт вбивства /  An Act of Murder — Еллі Кук
- 1948 — Спокуслива ти /  Embraceable You — Мері Уілленс
- 1949 — Брати Янгер /  The Younger Brothers — Мері Хетеуей
- 1949 — Момент нерозсудливості /  The Reckless Moment — Бі Харпер
- 1949 — Виклик Лессі /  Challenge to Lassie — Сьюзен Браун
- 1950 — Мені наснилося, що я в раю /  Ho sognato il paradiso — Марія
- 1950 — Вулькано /  Vulcano — Марія, сестра Маддалени
- 1950 — Срібний театр /  The Silver Theatre  (телесеріал, 1 епізод)
- 1950 — Театр «Магнівокс» /  The Magnavox Theatre  (телесеріал, 1 епізод)
- 1951 — Відбій /  Lights Out  (телесеріал, 1 епізод)
- 1951 — Небезпека /  Danger  (телесеріал, 1 епізод)
- 1951 — Театр «Старлайт» /  Starlight Theatre  (телесеріал, 1 епізод)
- 1951-1953 — Театр Армстронга /  Armstrong Circle Theatre  (телесеріал, 2 епізоду)
- 1952 — Зелена рукавичка /  The Green Glove — Крістін «Кріс» Кеннет
- 1952 — відеотеатра «Люкс» /  Lux Video Theatre  (телесеріал, 2 епізоду)
- 1952 — Східний експрес /  Orient Express  (телесеріал, 1 епізод)
- 1953 — Телевізійний театр Бродвею /  Broadway Television Theatre  (телесеріал, 1 епізод)
- 1954 — Жінка з минулим /  Woman with a Past  (телесеріал, 1 епізод)
- 1954-1956 — Перша студія /  Studio One  (телесеріал, 3 епізоду)
- 1954-1961 — Година «Юнайтед Стейтс стіл» /  The United States Steel Hour  (телесеріал, 4 епізоди)
- 1955 — Кульмінація /  Climax!  (Телесеріал, 1 епізод)
- 1955-1956 — Зустріч з пригодою /  Appointment with Adventure  (телесеріал, 3 епізоду)
- 1957 — Вулиця грішників /  Street of Sinners  — Террі
- 1960 — Є зброя — будуть подорожі /  Have Gun — Will Travel  (телесеріал, 1 епізод)
- 1960 — Джонні стакатто /  Johnny Staccato  (телесеріал, 1 епізод)
- 1960 — Річард Даймонд, приватний детектив /  Richard Diamond, Private Detective  (телесеріал, 1 епізод)
- 1960 — Оголене місто /  Naked City  (телесеріал, 1 епізод)
- 1961 — Пригоди в раю /  Adventures in Paradise  (телесеріал, 1 епізод)
- 1961 — Автобусна зупинка /  Bus Stop  (телесеріал, 1 епізод)
- 1961-1966 — Бонанза /  Bonanza  (телесеріал, 2 епізоду)
- 1962 — Перрі Мейсон /  Perry Mason  (телесеріал, 1 епізод)
- 1962 — Сотня Кейна /  Cain's Hundred  (телесеріал, 1 епізод)
- 1962 — Театр «Дженерал Електрик» /  General Electric Theater  (телесеріал, 1 епізод)
- 1962 — Сем Бенедикт /  Sam Benedict  (телесеріал, 1 епізод)
- 1963 — У бою /  Climax!  (Телесеріал, 1 епізод)
- 1963 — Ларамі /  Laramie  (телесеріал, 1 епізод)
- 1963 — Прем'єра «Алкоа» /  Alcoa Premiere  (телесеріал, 1 епізод)
- 1963 — Стоуні Берк /  Stoney Burke  (телесеріал, 1 епізод)
- 1963 — Захисники /  The Defenders  (телесеріал, 1 епізод)
- 1963 — Шоу Діка Пауелла /  The Dick Powell Show  (телесеріал, 1 епізод)
- 1963 — Найбільше шоу на Землі /  The Greatest Show on Earth  (телесеріал, 1 епізод)
- 1963 — Театр саспенсу «Крафт» /  Kraft Suspense Theatre  (телесеріал, 1 епізод)
- 1963 — Театр детектива «Крафт» /  Kraft Mystery Theatre  (телесеріал, 1 епізод)
- 1963-1964 — За межею можливого /  The Outer Limits  (телесеріал, 2 епізоду)
- 1963-1967 — Втікач /  The Fugitive  (телесеріал, 3 епізоду)
- 1963-1968 — Віргінец /  The Virginian  (телесеріал, 2 епізоду)
- 1964 — Доктор Кілдер /  Dr. Kildare  (телесеріал, 1 епізод)
- 1964 — Медсестри /  The Nurses  (телесеріал, 1 епізод)
- 1964 — Містер Новак /  Mr. Novak  (телесеріал, 1 епізод)
- 1964-1966 — Бен Кейсі /  Ben Casey  (телесеріал, 2 епізоду)
- 1965 — Деніел Бун /  Daniel Boone  (телесеріал, 1 епізод)
- 1965-1969 — Інтуїція /  Insight  (телесеріал, 3 епізоду)
- 1966 — Джонні Тайгер /  Johnny Tiger — доктор Леслі Фрост
- 1966 — Димок із стовбура /  Gunsmoke  (телесеріал, 1 епізод)
- 1966 — Людина на ім'я Шенандоа /  A Man Called Shenandoah  (телесеріал, 1 епізод)
- 1966 — кмітливим /  Get Smart  (телесеріал, 1 епізод)
- 1966 — Яструб /  Hawk  (телесеріал, 1 епізод)
- 1967 — Айронсайд /  Ironside  (телефільм)  — Онор Томпсон
- 1967 — Бігти заради життя /  Run for Your Life  (телесеріал, 1 епізод)
- 1967 — Час Денні Томаса /  The Danny Thomas Hour  (телесеріал, 1 епізод)
- 1967 — Високий чагарник /  The High Chaparral  (телесеріал, 1 епізод)
- 1968 — Меннікс /  Mannix  (телесеріал, 1 епізод)
- 1968 — Найменування гри /  The Name of the Game  (телесеріал, 1 епізод)
- 1969 — Захисник Джадд /  Judd for the Defense  (телесеріал, 1 епізод)
- 1969 — Потрібно злодій /  It Takes a Thief  (телесеріал, 1 епізод)
- 1969 - Ізгой /  The Outsider  (телесеріал, 1 епізод)
- 1969 — Мій друг Тоні /  My Friend Tony  (телесеріал, 1 епізод)
- 1969 — У Рим з любов'ю /  To Rome with Love  (телесеріал, 1 епізод)
- 1971 — Ти там /  You Are There  (телесеріал, 1 епізод)
- 1971 — Любов до життя /  Love of Life  (телесеріал, 1 епізод)
- 1971 — Доктор Маркус Уелбі /  Marcus Welby, M.D.  (телесеріал, 1 епізод)
- 1971 — Ден Огест /  Dan August  (телесеріал, 1 епізод)
- 1972 — Айронсайд /  Ironside  (телесеріал, 1 епізод)
- 1972 — Вулиці Сан-Франциско /  The Streets of San Francisco  (телесеріал, 1 епізод)
- 1973 — Кунг-фу /  Kung Fu  (телесеріал, 1 епізод)
- 1973 — Кеннон /  Cannon  (телесеріал, 1 епізод)
- 1973 — Денна п'єса АВС /  The ABC Afternoon Playbreak  (телесеріал, 1 епізод)
- 1973 — Барнабі Джонс /  Barnaby Jones  (телесеріал, 1 епізод)
- 1973-1974 — Фарадей і компанія /  Faraday and Company  (телесеріал, 4 епізоди)
- 1975 — Містер Рікко /  Mr. Ricco - Кетрін Фримонт
- 1975 — Макміллан і дружина /  McMillan & Wife  (телесеріал, 1 епізод)
- 1975 — Медична історія /  Medical Story  (телесеріал, 1 епізод)
- 1975 — Еллері Квін /  Ellery Queen  (телесеріал, 1 епізод)
- 1976 — Дамплінг /  The Dumplings  (телесеріал, 10 епізодів)
- 1976 — Баретта /  Baretta  (телесеріал, 1 епізод)
- 1976 — Бізнес-люкс /  Executive Suite  (телесеріал, 3 епізоду)